# 3. Liga 2008/09
De 3. Liga 2008/09 is het eerste seizoen van het vernieuwde derde voetbalniveau van het Duits voetbalkampioenschap. Het ging van start op 25 juli 2008 en eindigde op 23 mei 2009. Kampioen werd uiteindelijk 1. FC Union Berlin.

## Overgangsregeling
In het seizoen 2007/08 spelen de clubs uit de beide Regionalliga's om kwalificatie voor de Derde Bundesliga. Net zoals voorheen promoveren echter ook de vier beste teams naar de 2. Bundesliga. De acht overige, bestgeklasseerde teams uit beide Regionalliga's, samen met de vier degradanten uit de Tweede Bundesliga vormen de 20 teams in het eerste seizoen. De overige teams uit de huidige Regionalliga's worden ondergebracht in de nieuwe opzet van de Regionalliga. Voor de kampioenen uit de diverse Oberliga's bestaat geen kans zich te kwalificeren voor de 3. Liga.
Alhoewel strikt genomen het geen promotie betekent voor de zestien teams uit de Regionalliga (deze blijven immers actief op het derde niveau in het Duitse voetbalsysteem), zal het in de praktijk een beduidend sterker deelnemersveld opleveren, aangezien het derde niveau niet langer uit twee regionale divisies bestaat. De 3. Liga is een landelijke competitie en zal vermoedelijk een grotere media aandacht krijgen. Ook de beperking ten aanzien van het aantal reserveteams zal de kwaliteit in de praktijk ten goede komen.
De invoering van de 3. Liga, een compleet nieuwe laag in de piramide, en de uitbreiding van de Regionalliga's (van twee naar drie) zal grote gevolgen hebben voor de diverse Oberliga's. De status die deze momenteel nog hebben zal behoorlijk afnemen aangezien de topteams doorstromen naar de Regionalliga's, die grotendeels opnieuw moeten worden ingevuld.

## Eindstand
|     | Club                    | WG | W  | G  | V  | DP    | +/- | Punten |
| --- | ----------------------- | -- | -- | -- | -- | ----- | --- | ------ |
| 01. | 1. FC Union Berlin      | 38 | 22 | 12 | 4  | 59:23 | +36 | 78     |
| 02. | Fortuna Düsseldorf      | 38 | 20 | 9  | 9  | 54:33 | +21 | 69     |
| 03. | SC Paderborn 07         | 38 | 20 | 8  | 10 | 68:38 | +30 | 68     |
| 04. | SpVgg Unterhaching      | 38 | 20 | 7  | 11 | 57:46 | +11 | 67     |
| 05. | FC Bayern München II    | 38 | 14 | 17 | 7  | 54:38 | +16 | 59     |
| 06. | Kickers Emden*          | 38 | 16 | 11 | 11 | 45:44 | +1  | 59     |
| 07. | Kickers Offenbach       | 38 | 12 | 16 | 10 | 40:35 | +5  | 52     |
| 08. | SV Sandhausen           | 38 | 12 | 14 | 12 | 58:52 | +6  | 50     |
| 09. | Dynamo Dresden          | 38 | 13 | 11 | 14 | 46:46 | ±0  | 50     |
| 10. | FC Rot-Weiß Erfurt      | 38 | 13 | 11 | 14 | 46:48 | −2  | 50     |
| 11. | VfB Stuttgart II        | 38 | 13 | 10 | 15 | 61:50 | +11 | 49     |
| 12. | FC Erzgebirge Aue       | 38 | 12 | 12 | 14 | 43:43 | ±0  | 48     |
| 13. | Eintracht Braunschweig  | 38 | 12 | 9  | 17 | 46:51 | −5  | 45     |
| 14. | Wuppertaler SV Borussia | 38 | 11 | 12 | 15 | 36:45 | −9  | 45     |
| 15. | SSV Jahn Regensburg     | 38 | 11 | 12 | 15 | 37:51 | −14 | 45     |
| 16. | FC Carl Zeiss Jena      | 38 | 10 | 11 | 17 | 41:59 | −18 | 41     |
| 17. | Werder Bremen II        | 38 | 10 | 10 | 18 | 49:58 | −9  | 40     |
| 18. | Wacker Burghausen       | 38 | 10 | 10 | 18 | 40:65 | −25 | 40     |
| 19. | VfR Aalen               | 38 | 8  | 15 | 15 | 38:60 | −22 | 39     |
| 20. | Stuttgarter Kickers**   | 38 | 7  | 11 | 20 | 38:71 | −33 | 29     |

| Legenda | |
|         | Promotie naar de 2. Bundesliga                                                                         |
|         | Play-off deelnemer om promotie naar 2. Bundesliga                                                      |
|         | Degradanten                                                                                            |
| *       | Kickers Emden degradeerde om financiële redenen. Zij namen geen licentie af voor het seizoen 2009/2010 |
| **      | Stuttgarter Kickers kregen 3 punten in mindering                                                       |

## Topscorers
21 goals
- Anton Fink (SpVgg Unterhaching)

17 goals
- Sercan Güvenisik (SC Paderborn 07)
- Torsten Oehr (Werder Bremen II)

16 goals
- Karim Benyamina (1. FC Union Berlin)

15 goals
- Thomas Müller (Bayern München II)

## Statistieken
- De meeste punten verzamelde de 1. FC Union Berlin. Sinds 2008 haalde de ploeg 78 punten uit 38 wedstrijden. Gevolgd door Fortuna Düsseldorf met 69 puntten uit eveneens 38 wedstrijden.
- De meeste doelpunten, werden tot dusver door Anton Fink van SpVgg Unterhaching gemaakt. 21 doelpunten sinds de oprichting in 2008.
- De productiefste ploeg in 1 seizoen is tot dusver SC Paderborn 07 met 68 doelpunten.
- De hoogste overwinning in de 3. Liga hebben SC Paderborn 07 en VfB Stuttgart II op hun konto staan uit het seizoen 2008/09. Zij wonnen respectievelijk van Wacker Burghausen en FC Carl Zeiss Jena met 6-0.
- De meest doelpuntrijke wedstrijd was Eintracht Braunschweig tegen Fortuna Düsseldorf op de 35e speeldag van het seizoen 2008/09. Het werd 5-5.
- Toeschouwersrecord: 50.095 toeschouwers (Fortuna Düsseldorf tegen Werder Bremen II op 23 mei 2009)